# Guardia Nueva (historia del tango)
La Guardia Nueva es el nombre que recibe el período musical en el que el tango alcanza el pináculo de su difusión mundial y en el que comienzan a diferenciarse los estilos de los artistas. Por la importancia de los arreglos orquestales introducidos por Julio de Caro, muchos estudiosos denominan a esta etapa, como período decareano. La Guardia Nueva coincide con la masificación impulsada por la invención de la radio y el cine sonoro, se caracterizó por la fuerza popular del tango-canción y arriba en su segunda etapa a la denominada Edad de Oro del Tango, en una larga década de 1940.
Para establecer su momento de inicio, los estudiosos oscilan entre 1917, momento de surgimiento del tango canción, y 1925, momento en que Gardel emprende su carrera de solista y Julio de Caro se hace cargo de su famosa orquesta. Para la fecha de finalización de la etapa existe un consenso general en establecerla en 1955, año de inicio del éxito mundial del rock.
La Guardia Nueva tiene a su vez dos etapas: una primera etapa que marca la transformación musical y una segunda etapa que fue la Edad de Oro del tango, que coincidió con la década de 1940 y unos años más. 
La Guardia Nueva estuvo precedida por una etapa conocida como Guardia Vieja y se vio continuada por una etapa conocida como la etapa del tango de vanguardia.
Entre las obras y músicos más característicos de este período se destacan el tango "Por una cabeza" y "El día que me quieras" de Gardel y Le Pera, "Malena", "Cambalache", "Uno", "Sur", etc.

## Las etapas del tango
Los historiadores del tango han definido grandes etapas estilísticas en la evolución del género, sobre las que hay consensos genéricos, aunque con considerables variaciones cronológicas.
En sus orígenes los estudiosos distinguen una etapa primitiva, anónima y popular, centrada en las comunidades afro-rioplatenses y en las "orillas" (orillera) de la ciudad, de una etapa de definición del género denominada Guardia Vieja, en la que el tango adquirió identidad propia, comenzó a ser registrado por músicos profesionales y alcanzó una amplia difusión geográfica y social. La propia etapa de la Guardia Vieja suele ser subdividida en una subetapa de gestación, ubicada en las dos últimas décadas del siglo XIX y una etapa de definición estilística, ubicada en las dos primeras décadas del siglo XX.
A la Guardia Vieja le sigue la Guardia Nueva o etapa decareana, en la que el tango alcanza madurez, refinamiento y difusión internacional. Como resultado de esta evolución, el tango alcanza su llamada Edad de Oro, con eje en la década de 1940 y parte de la siguiente.
Luego de la edad dorada del tango, las definiciones de etapas o épocas musicales se vuelven más imprecisas, hablándose de "crisis del tango", "tango de vanguardia" y "nuevo tango". En líneas generales pueden identificarse dos grandes épocas posteriores a la edad dorada: una primera etapa que puede denominarse "piazzolliana" y una segunda etapa contemporánea, que puede denominarse de "tango fusión".
Con fines puramente ordenadores y con fechas y denominaciones solo aproximativas, el Museo del Tango, que gestiona la Academia Nacional del Tango de la República Argentina, distingue las siguientes etapas y subetapas del tango:
- Orígenes del tango (antes de 1895)
- La Guardia Vieja (1895-1925)
  - I. La Eclosión (1895-1909)
  - II. La formalización (1910-1925)
- La Guardia Nueva (1925-1950)
  - I. La transformación (1925-1940)
  - II. El Cuarenta: la exaltación (1940-1955)
- La vanguardia: la modernización (1955-1970)
- Período contemporáneo (1970-2000)
  - I. La universalización (1970-1985)
  - II. La perduración (1985-2000)
- Período actual (2000 en adelante)

El tango propiamente dicho se inicia con la Guardia Vieja. Todos los estudiosos reconocen esta etapa y la denominan del mismo modo, aunque existen diferencias sobre el momento que marca el inicio y el final de esa etapa. La Academia Nacional del Tango ubica el período entre 1895 y 1925 y lo divide en dos subetapas, un primer momento de eclosión del tango y un segundo momento de formalización, en el que se instala socialmente.

## I. La transformación

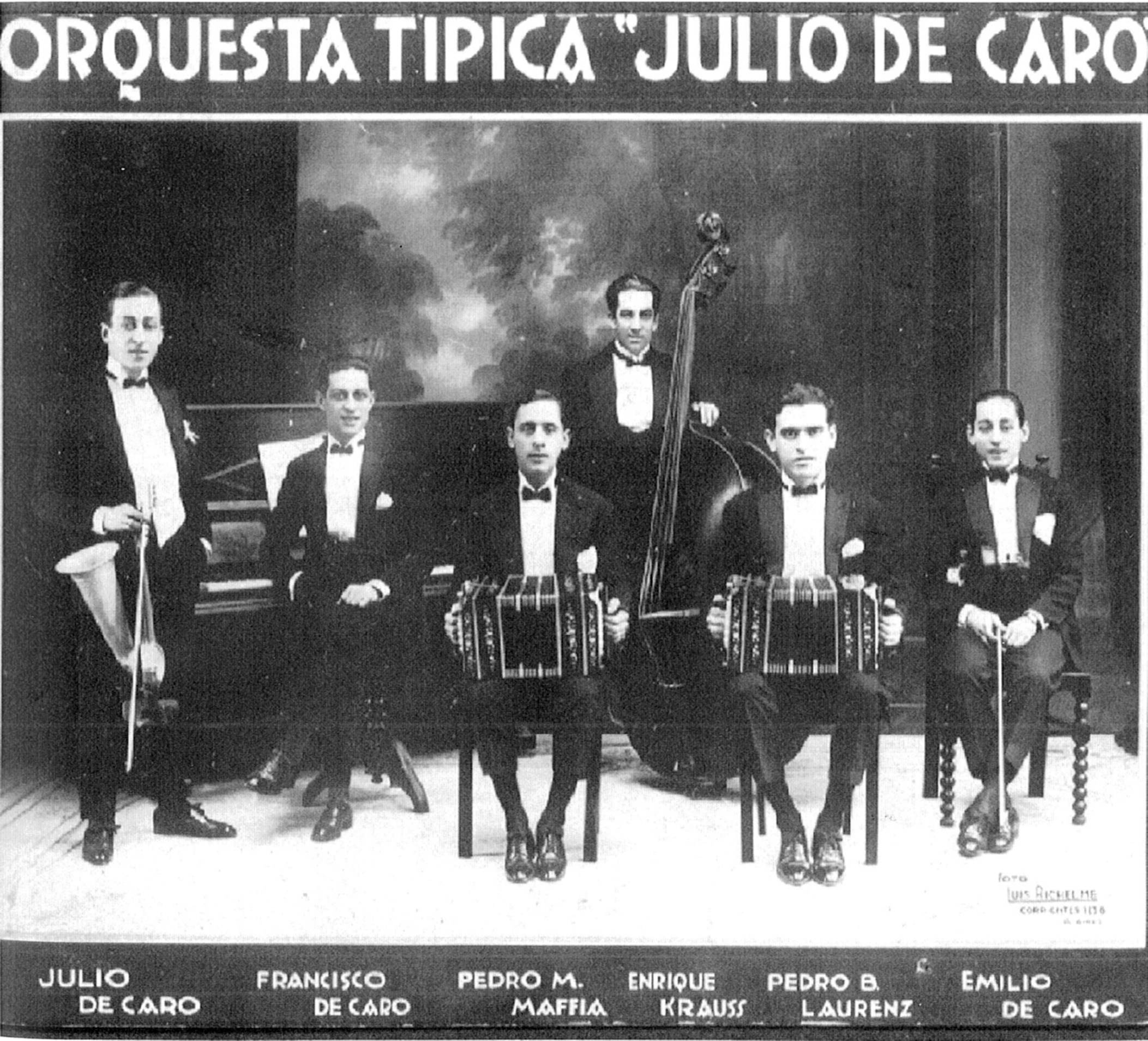
El célebre Sexteto de Julio de Caro, revolucionó el tango y creó todo un nuevo sonido para el tango que se volvería clásico.

En 1924 Julio de Caro, a los 25 años, formó un famoso sexteto que revolucionaría completamente el sonido del tango. El conjunto estaba integrado también por sus hermanos, el pianista Francisco de Caro y el violinista Emilio de Caro y el bandoneonista Pedro Maffia, más Leopoldo Thompson en el contrabajo y Luis Petrucelli en el segundo bandoneón. Poco después Pedro Laurenz reemplazaría a Petrucelli, formando con Maffia el que se considera mejor dúo de bandoneones de la historia.
De Caro trajo un concepto completamente nuevo de la interpretación del tango, apoyado en la armonía, que tendría una enorme influencia a partir de ese momento, que fue denominada decarismo. Básicamente De Caro aprovechó los profundos conocimientos musicales que había aprendido de su padre primero y de un estricto estudio de conservatorio, después, para diseñar un sonido orquestal melancólico y sentimental, cargado de matices. Técnicamente De Caro aportó también una innovación imperceptible para los aficionados, pero de gran importancia para los músicos ejecutantes, al abandonar la escritura musical en compás de dos por cuatro o dos cuartos (2/4) y comenzar a escribir en un compás de cuatro por ocho (4/8), que además se correspondía perfectamente con el paso básico del baile. Osvaldo Pugliese explicó sintéticamente la raíz de la escuela decareana de esta manera:

El Sexteto trascendente es el Sexteto decareano, el clásico, que alcanzó su estructuración definitiva actuando para el publico en los cines mudos, sobre la base de arreglos para bandoneones a dos voces superpuestos o en solos, para violines, también en dos voces o en solos, y apoyándose en un piano, como el de Francisco De Caro, que fue creando los “yeites”, adaptados inexorablemente por el contrabajo, que configuraron toda la posterior forma de tocar el tango.
Osvaldo Pugliese

El papel de Pedro Maffia excedería el de integrar el sexteto histórico de De Caro. Maffia fue el músico que descubrió plenamente las posibilidades del bandoneón en el tango. Dice Julio Nudler que:

No se sabe por qué secreto don Pedro Maffia encontró en el fondo del bandoneón sonidos que nadie había descubierto antes. Oscar Zucchi... explica que hasta su advenimiento en la segunda década del siglo XX los bandoneonistas tenían tendencia a remedar con el instrumento a la flauta -gradualmente desplazada de los primitivos cuartetos- y al organito ambulatorio. Tras sufrir en su infancia los cadenazos de un padre brutal, que lo obligaba a pasar la gorra después de cada tango, Maffia fue quien le entregó a este género popular el bandoneón que necesitaba para dejar atrás la retozona Guardia Vieja y volverse grave, reconcentrado, bastante soñador y frecuentemente triste.
Julio Nudler

A pesar de que De Caro no valoraba suficientemente la importancia del canto, el tango de la Guardia Nueva se apoyaría en una conjunción de la escuela instrumental decariana y la escuela gardeliana en el canto. En Argentina, el Día Nacional del Tango se celebra cada 11 de diciembre, precisamente porque ese día nacieron Carlos Gardel y Julio de Caro.
A partir de las innovaciones en la composición de canciones en la etapa final de la Guardia Vieja, el canto del tango se manifestó en tres variedades: tango-milonga, tango-romanza y tango-canción. La complejidad musical y poética alcanzada por el género fue la que abrió paso a los estilos. Dice Horacio Ferrer que "solamente con la Guardia Nueva se puede hablar con entera propiedad de estilos y modalidades interpretativas".
Aparecieron entonces otras orquestas con otros estilos. Osvaldo Fresedo, "El pibe de la Paternal", venía desarrollando un estilo especial desde antes de la aparición del sexteto de Julio de Caro, alcanzando un enorme éxito a partir de la segunda mitad de la década de 1920. Trabajando con timbres nuevos, como la integración del arpa, el vibráfono e incluso la batería, y dándole una gran importancia al cantante, desarrolló un estilo elegante que fue el preferido de las clases altas.
De la orquesta de Fresedo proviene el pianista Carlos Di Sarli que impone con éxito su propio estilo y sus propias orquestas desde fines de la década de 1920 y que llegará a su punto máximo de popularidad, con el cantante Roberto Rufino, ya en la década de 1940.

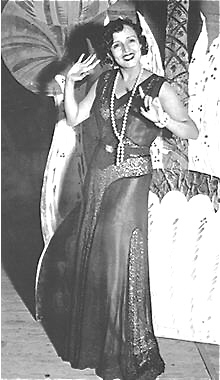
Sofía Bozán, La Negra, una cantante que alcanzó en la década de 1920 una popularidad comparable a la de Gardel.

En 1925 Carlos Gardel se hace solista y durante los siguientes diez años será una estrella mundial, hasta su muerte en un accidente de avión en Colombia en 1935, cuando estaba en el pináculo de su gloria. Gardel brillará como cantautor junto al letrista Alfredo Le Pera, con tangos como "El día que me quieras", "Por una cabeza" y "Sus ojos se cerraron". Pero además Gardel aprovechará intensivamente las posibilidades de difusión que abrió el cine sonoro, actuando en varias películas de la Paramount, vistas en todo el mundo, principalmente sus largometrajes Luces de Buenos Aires (1931) -con la popular cantante Sofía "La Negra" Bozán-, Espérame (1933), Melodía de arrabal (1933), Cuesta abajo (1934), El tango en Broadway (1934), Tango Bar (1935) y El día que me quieras (1935). Gardel combinaría como ningún otro tanguero el sonido y la imagen y se volvería un ídolo popular. El poeta y cineasta ecuatoriano Ulises Estrella, en un artículo titulado "El cine que entonó Gardel" habla así de la famosa "pinta de Carlos Gardel":

Los oídos, pegados al fonógrafo, acompañaban pasillos y tangos. Los ojos añoraban los gestos, las miradas, la pinta. Sobre todo la pinta de Gardel: el rostro fotogénico con las cejas cargadas de negrura, su sonrisa permanente, el pañuelo, la corbata a lunares, la camisa a rayas, el sombrero esquinado sobre la frente.
Ulises Estrella

Poco antes tuvo lugar el enorme éxito popular de Rosita Quiroga, una cantante que brilló entre 1923 y 1931. En la década de 1930 llegan al primer plano nuevos directores de orquesta con estilos propios como Juan D'Arienzo, conocido como el Rey del Compás por su fuerte estilo rítmico, y Juan de Dios Filiberto, con su Orquesta Porteña llena de sonoridades nuevas mediante la introducción del clarinete, la flauta y el armonio y autor de la música de temas cruciales del cancionero histórico, como "Caminito", "Malevaje" y el instrumental "Quejas de bandoneón". 
Emergen también dos de los mayores poetas del tango, protagonistas máximos de la Edad de Oro que vendría en la década de 1940, como fueron Homero Manzi ("Malena", "Sur", "Milonga sentimental", "Barrio de tango") y sobre todo Enrique Santos Discépolo, creador de inmortales canciones llenas de pesimismo y sufrimiento emocional que llegarían a simbolizar al tango mismo: "Cambalache", Uno, "Esta noche me emborracho", Chorra, "Malevaje", "Yira, yira" "Alma de bandoneón", "Cafetín de Buenos Aires". 
Importante para la difusión del tango en la década fueron la radio, que comenzó a transmitir recitales en vivo y la industria cinematográfica argentina, que alcanzó una presencia en todo el mundo de habla hispana. El estudio Argentina Sono Film estrenó la primera película en 1932, precisamente ¡Tango!, con participación de los principales músicos, cantantes y bailarines del tango nacional. Una semana después estrenó el estudio Lumiton el film Los tres berretines, referido a las tres pasiones argentinas: el tango, el fútbol y la radio. Algunas de las películas tangueras argentinas más importantes de la década fueron: 
- El alma del bandoneón (1935) de Mario Soffici con Libertad Lamarque en el que se estrena el tango "Cambalache" de Enrique Santos Discépolo;
- Noches de Buenos Aires (1935) de Manuel Romero con Tita Merello;
- Melodías porteñas (1937) de Luis José Moglia Barth con guion de Enrique Santos Discépolo que proyectó a Juan D'Arienzo;
- Madreselva (1938) de Luis César Amadori, Libertad Lamarque y Hugo del Carril, que utiliza como base el famoso tango que el propio Amadori había escrito con Canaro;
- La vida es un tango (1939) de Manuel Romero con Hugo del Carril y Sabina Olmos;
- La vida de Carlos Gardel (1939) de Alberto de Zavalía con Hugo del Carril;
- Caminito de gloria (1939) de Luis César Amadori con Libertad Lamarque, inspirada en la canción "Caminito".

## II. La Edad de Oro

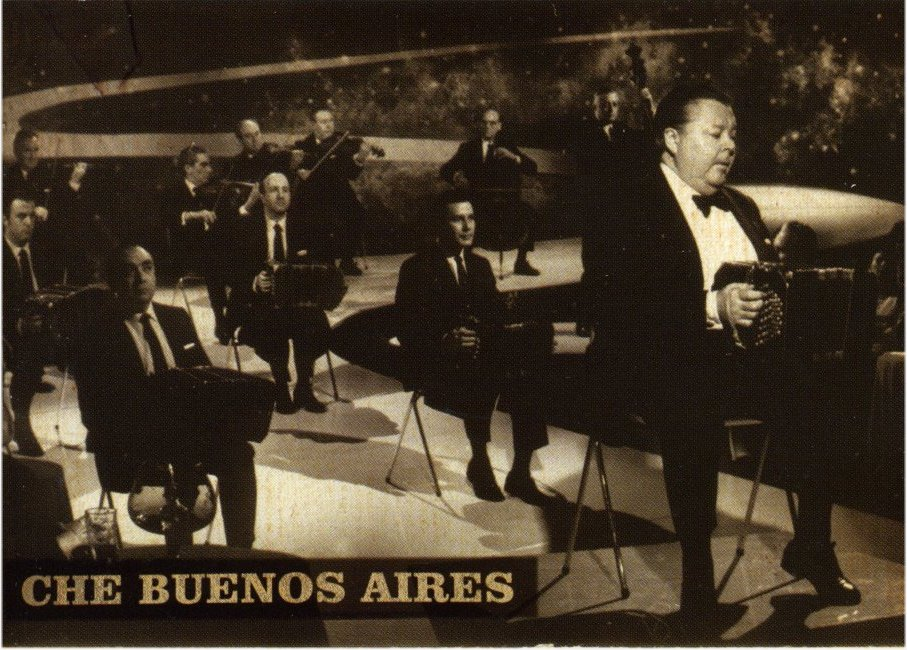
El bandoneonista Aníbal Troilo (Pichuco) (1914-1975) y su orquesta fueron la máxima expresión popular de la edad de oro del tango.

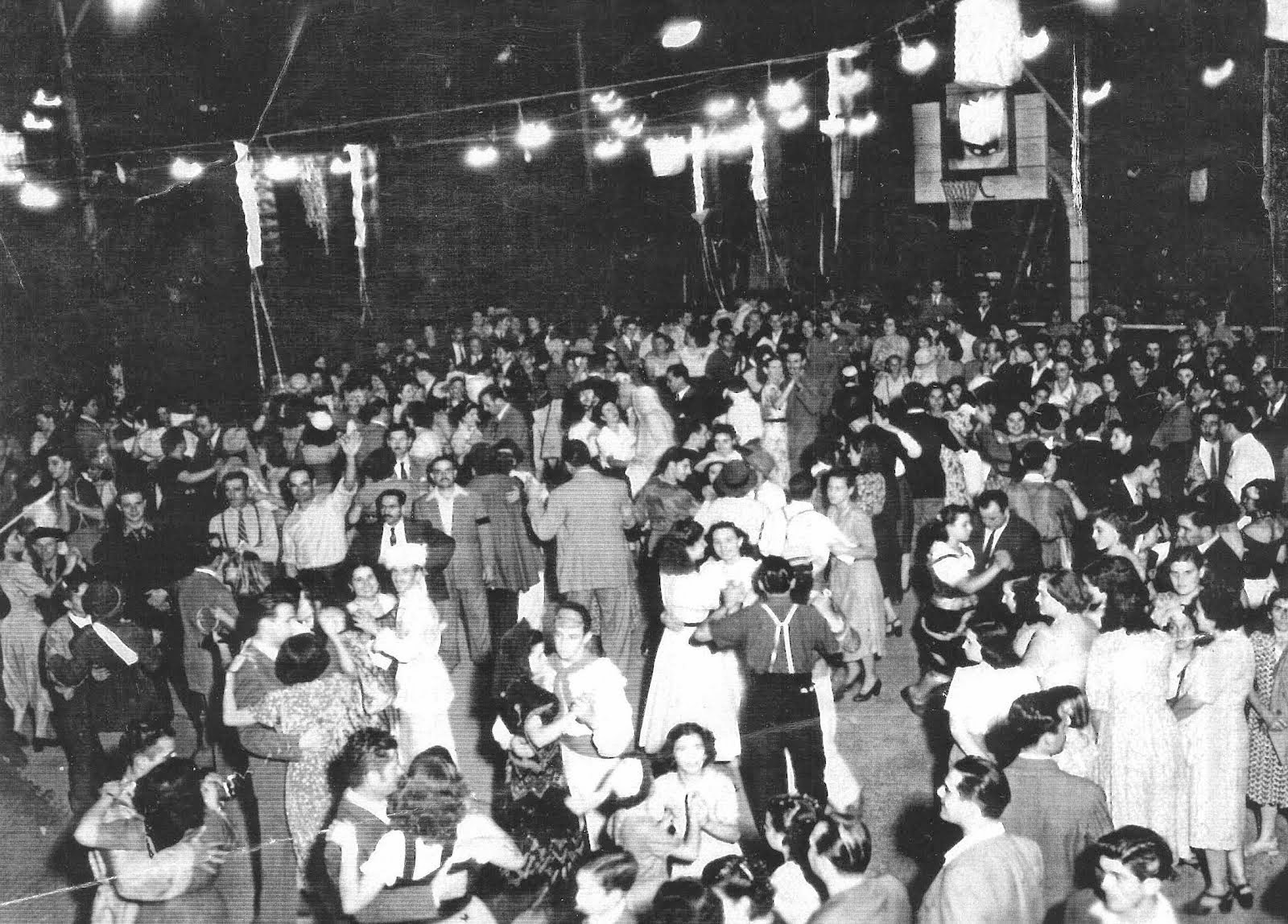
Baile de tango en un club de Buenos Aires, durante los carnavales de 1950.

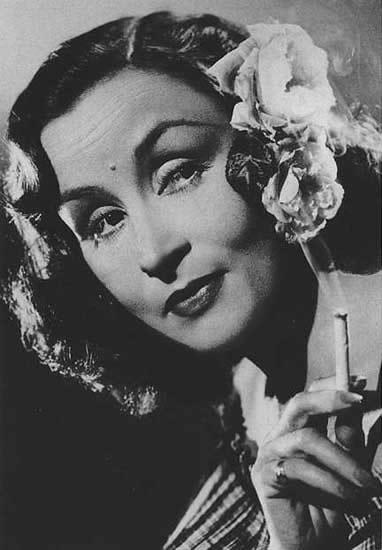
Tita Merello, actriz y cantante de enorme popularidad en toda América Latina, una de las presencias femeninas más fuertes de la historia del tango, célebre por su versión de "Se dice de mí".

La larga década del cuarenta está considerada como la edad de oro del tango, momento de culminación de la Guardia Nueva, por la suma de masividad y calidad. El cantante Alberto Castillo tendría un espectáculo al que llamó Cuarenteando, refiriéndose a esta época dorada, cuya declinación coincidirá con el ascenso del folklore y del rock.
La Edad de Oro del tango coincide con la formación del peronismo en Argentina y su llegada al poder a partir de 1943, hasta su derrocamiento en 1955. El peronismo se definió a sí mismo como un "movimiento nacional y popular", estrechamente ligado a la "clase obrera" y los sindicatos, y varias de las máximas figuras del tango fueron abiertamente peronistas: Homero Manzi, Discépolo, Hugo del Carril (autor de la Marcha Peronista), Aníbal Troilo, Francisco Canaro, Nelly Omar, Héctor Mauré.
Los años '40 fueron el tiempo de las grandes orquestas, de los bailes populares masivos de tango con orquestas en vivo y de la difusión masiva por medio de la radio, del disco y del cine. El tango era la música y el baile de toda esa generación. Se oía tango en decenas de cafés y cabarés y se bailaba en confiterías, clubes, sindicatos, salones y carnavales. Entre los cafés de Buenos Aires estaban El Nacional, el Café Marzotto, el Ebro Bar, el Germinal, el Tango Bar, el Benigno, el Argentino, el Buen Orden y las confiterías Richmond y el Olmo en las que no se bailaba. Entre las confiterías estaban la Sans Souci, Le Toucan, Tabú, El Cairo, Picadilly. Los cabarés fueron reductos muy importantes del tango, como el Chantecler, el Marabú, el Tibidabo, y el Tabaris. Los principales salones de baile eran el Palermo Palace en el Parque Japonés, el Monumental de Flores, el Salón Lavalle en el Luna Park, Centro Región Leonesa y el Unione e Benevolenza. Los grandes clubes de fútbol organizaban los bailes de fin de semana y los masivos bailes de Carnaval. En cada uno de esos lugares actuaban las orquestas de tango en vivo y el centro de toda esa actividad tanguera era la avenida Corrientes.
Músicos que provenían de la Guardia Vieja, así como los músicos que definieron la Guardia Nueva encontraron en la década del cuarenta el momento de "la exaltación", como dice la Academia Nacional del Tango de la Argentina.
Entre todos los músicos fue Aníbal Troilo (Pichuco), con su bandoneón y su orquesta, el máximo exponente de la década dorada. Se ha discutido mucho qué hizo de Troilo la figura central de la época de esplendor y masividad del tango, en medio de miles de otros músicos. Piazzolla, quien lo conoció profundamente, lo definía como "un monstruo de la intuición", un músico con una sensibilidad capaz de sintetizar "la esencia más depurada, y a la vez más rica, del tango".
Y con Troilo, se destacan sus cantantes: Francisco Fiorentino (1937-1944), Alberto Marino (1943-1947),
 Floreal Ruiz (1944-1948),
 Edmundo Rivero (1947-1950), y Raúl Berón (1949-1955). Ya luego de 1955, cantarían en la orquesta de Troilo Ángel Cárdenas, Roberto Rufino, Roberto Goyeneche, Elba Berón, Tito Reyes y Nelly Vázquez.
De la orquesta o del trabajo con Troilo también surgirían músicos decisivos en las décadas siguientes como Astor Piazzolla, el guitarrista Roberto Grela, el pianista Osvaldo Berlingieri, y los bandoneonistas Ernesto Baffa y más adelante Raúl Garello. Los éxitos de Troilo se cuentan por decenas, como los instrumentales "Responso" y "Recuerdos de bohemia" y las canciones "Sur", "Barrio de tango" y "Che bandoneón",  compuestas con Homero Manzi; "La última curda" y "El último farol", con Cátulo Castillo; o "Garúa" y "Pa’ que bailen los muchachos", con Enrique Cadícamo.
Pero la edad de oro tuvo muchas otras orquestas. Desde las dirigidas por músicos consagrados que venían de las décadas anteriores, como Fresedo, Canaro, Firpo, Di Sarli, De Caro, hasta nuevas orquestas con estilos novedosos. 
Entre estos últimos se destacaron Juan D'Arienzo y su popular estilo de retorno al compás en dos por cuatro (2/4), generando un tango más rápido y vivaz, perfecto para el baile, con versiones de "La cumparsita" y "La puñalada", que vendieron millones de discos en todo el mundo. Para D'Arienzo cantaron cantantes como Héctor Mauré
La orquesta de Osvaldo Pugliese, con éxitos como "La yumba", brilló con sus efectos precursores del tango de vanguardia y cantantes como Roberto Chanel, Alberto Morán, Jorge Vidal, Jorge Maciel y Miguel Montero.
La orquesta de Ángel D'Agostino construyó su éxito desarrollando un estilo caracterizado por la sencillez y la voz cristalina de Ángel Vargas, con grandes éxitos como "Tres esquinas" («Yo soy del barrio de Tres Esquinas, viejo baluarte de un arrabal, donde florecen como glicinas las lindas pibas de delantal»).
La orquesta de Lucio Demare, el autor de la música de "Malena" con letra de Homero Manzi, se destacó por el fraseo intimista de su piano, y las voces de Juan Carlos Miranda, Raúl Berón y Horacio Quintana.
Otra de las grandes orquestas de los cuarenta fue la de Osmar Maderna, conocido como el Chopin del tango, que suavizó las formas rítmicas del tango, buscando un sonido romántico y etéreo, que brilló especialmente con integrantes como el violinista Enrique Mario Francini, los bandoneonistas Eduardo Rovira, Armando Pontier y Domingo Federico y Raúl Iriarte como cantante, dejando éxitos antológicos como el vals "Pequeña", el instrumental "Lluvia de estrellas" y la versión tanguera de "El vuelo del moscardón" de Rimski-Kórsakov.
Al igual que D'Arienzo, la orquesta de Alfredo de Angelis puso el acento en el baile y en la elección de buenos cantantes, caracterizándose por utilizar los dúos vocales, entre los que se destacó el que formaron Carlos Dante y Lalo Martel.
El pianista Horacio Salgán formó una orquesta que le aportó un "toque negro" al tango, con resonancias brasileñas y jazzeras, con un sonido que tardó en ser recibido, adelantando una vanguardia que haría pie recién a partir de la década de 1960.
La orquesta de Miguel Caló con el canto de Raúl Berón, Alberto Podestá y Raúl Iriarte, fue, como la de Pichuco, escuela de grandes tangueros a la vez que un conjunto de gran calidad técnica y mucha popularidad.
Finalmente, entre las grandes orquestas del cuarenta está la de Francini-Pontier, violinista aquel y bandoneonista éste, que lograron una "comunión mágica" para crear un estilo bien milonguero, recurriendo a los arreglos de Argentino Galván y las voces de Berón, Rufino, Alberto Podestá y un joven Julio Sosa recién llegado a la Argentina. Entre sus éxitos se encuentran "Nunca tuvo novio" cantado por Rufino y "El ciruja", por Sosa.
Entre los letristas de la edad de oro alcanzaron especial relieve Enrique Santos Discépolo, Homero Manzi, Enrique Cadícamo y Cátulo Castillo. Discepolín, con sus letras cargadas de pesimismo y sufrimiento emocional, Manzi y Castillo con el tono elegíaco y las metáforas que se hicieron carne en la cultura popular, y Cadícamo con las resonancias del modernistas de la influencia del gran poeta nicaragüense Rubén Darío. 

Tinta roja (Cátulo Castillo, 1941)

Paredón,
tinta roja en el gris del ayer;
tu emoción de ladrillo, feliz
sobre mi callejón,
con un borrón
pintó la esquina
y al botón
que en el ancho de la noche
puso al filo de la ronda
como un broche...
Y aquel buzón carmín
y aquel fondín,
donde lloraba el tano
su rubio amor lejano
que mojaba con bon vin...

Los mareados (Enrique Cadícamo, 1942)

Esta noche, amiga mía,
el alcohol nos ha embriagado...
¡Qué me importa que se rían
y nos llamen los mareados!
Cada cual tiene sus penas
y nosotros las tenemos...
Esta noche beberemos
porque ya no volveremos
a vernos más...
Uno (Enrique Santos Discépolo, 1943)

Uno, busca lleno de esperanzas
el camino que los sueños
prometieron a sus ansias...
Sabe que la lucha es cruel
y es mucha, pero lucha y se desangra
por la fe que lo empecina...
Uno va arrastrándose entre espinas
y en su afán de dar su amor,
sufre y se destroza hasta entender
que uno se ha quedao sin corazón...
Precio de castigo que uno entrega
por un beso que no llega
o un amor que lo engañó...
¡Vacío ya de amar y de llorar
tanta traición!

Sur (Homero Manzi, 1948)

San Juan y Boedo antiguo y todo el cielo,
Pompeya y, más allá, la inundación,
tu melena de novia en el recuerdo,
y tu nombre flotando en el adiós...
La esquina del herrero, barro y pampa,
tu casa, tu vereda y el zanjón
y un perfume de yuyos y de alfalfa
que me llena de nuevo el corazón.

En el cine relacionado con el tango se destacaron películas como La historia del tango, con una actuación consagratoria de la cantante Virginia Luque.

## III. Apogeo
En 1950 el tango resultó postergado en las ventas, por primera vez, por una canción popular proveniente del folklore, "El rancho 'e la Cambicha", cantada por Antonio Tormo, el "cantante de los cabecitas negras". Se iniciaba el boom del folklore, impulsada ya desde hacía dos décadas por una nueva ola migratoria hacia Buenos Aires, esta vez proveniente de los provincias del interior y de los países fronterizos. En 1955, un cantante blanco de Estados Unidos llamado Elvis Presley, comienza a cantar música negra conocida como "rock and roll". Nuevos sectores sociales y nuevas generaciones comenzaban a modificar el panorama social y artístico que llevaron al tango a su apogeo. Para la segunda mitad de la década de 1950, "el esplendor del tango empezaba a palidecer. Los locales habían reducido sus presupuestos y los conjuntos a disminuir sus componentes".
Coincidentemente, también en 1955, el peronismo fue derrocado por un golpe de Estado. Algunos tangueros peronistas, como Hugo del Carril, Nelly Omar, Héctor Mauré y Anita Palmero, fueron perseguidos por sus ideas.